# Editorial El hilo de Ariadna
El hilo de Ariadna es una editorial argentina independiente con sede en Buenos Aires. Fue fundada en 2010 por Leandro Pinkler y Soledad Costantini, actuales directores de la editorial.

## Proyecto
Su proyecto se despliega en la dimensión profunda de la experiencia espiritual desde las tradiciones primordiales hasta pensadores y artistas contemporáneos. Abarca la traducción de fuentes antiguas, medievales, renacentistas y modernas de la sabiduría primordial. Contempla a su vez la edición de pensadores e investigadores del siglo XX y XXI que han desarrollado una exposición del simbolismo sagrado en sus diversas manifestaciones.

## Colecciones
- Merlín
- Biblioteca Personal J. M. Coetzee
- Catena Aurea
- Traditio
- Sophia
- Literatura
- Ensayos
- Ananta